# Tom Ballard (comico)
Thomas Colin Ballard (Warrnambool, 26 novembre 1989) è un comico e attore australiano.

## Carriera

### Comico
Specializzato nella stand-up comedy e finalista al Raw Comedy nel 2006, il suo primo show è datato 2009 ed intitolato Tom Ballard Is What He Is, che racconta il suo percorso nel fare coming-out. Nel 2013 è vittima di un attacco omofobo che viene trasformato in un altro spettacolo a partire dal 2015, Taxis & Rainbows & Hatred.
Nella sua carriera di stand up comedian ha vinto numerosi premi, tra cui l'Helpmann Award for Best Comedy Performer nel 2016.

### Televisione
È stato presentatore, nel 2014, del programma australiano Reality Check, un rotocalco riguardo ai reality in televisione. Tre anni dopo ha prodotto un programma tutto suo, in onda sulla ABC, dal titolo Tonightly with Tom Ballard. Come attore ha recitato in tutti e 8 gli episodi della serie televisiva Deadloch - Uno strano genere di delitti, nel ruolo di Sven Alderman.

## Vita privata
Dichiaratamente gay, ha avuto una relazione con il comico Josh Thomas dal 2007 al 2010.

## Controversie
È stato accusato dal comico JooYung Roberts di aggressione sessuale nel giugno 2014. Ballard in risposta, ha affermato che l'incontro sarebbe stato consensuale.

## Filmografia

### Televisione
- It's a Date - serie TV, episodio 2x08 (2014)
- Deadloch - Uno strano genere di delitti (Deadloch) - serie TV, 8 episodi (2023)
- Fisk - serie TV, 2 episodi (2024)

### Cortometraggi
- Push Up, regia di Jason Christou (2008)
- Shiny Thing, regia di Lisa Gloufchis (2009)

## Doppiatori italiani
Nelle versioni in italiano delle opere in cui ha recitato, Tom Ballard è stato doppiato da:
- Federico Viola in Deadloch - Uno strano genere di delitti